# 勝鬘経
『勝鬘経』（しょうまんぎょう、梵: Śrīmālādevī-siṃhanāda-sūtra, シュリーマーラーデーヴィー・シンハナーダ・スートラ）、正式名称『勝鬘師子吼一乗大方便方広経』（しょうまんししくいちじょうだいほうべんほうこうきょう）は、仏教における中期大乗仏教経典のひとつ。サンスクリット原典は失われ、チベット語訳と、求那跋陀羅訳・菩提流支訳の2種の漢訳経典が残っている（広く用いられるのは求那跋陀羅訳）。大正新脩大蔵経では「宝積部」に収録されている（大正蔵353）。
原題は「シュリーマーラーデーヴィー」（Śrīmālādevī）が「勝鬘夫人」、「シンハナーダ」（siṃhanāda）が「獅子吼（ししく）」（すなわち獅子が吼えるような雄弁をふるうこと）、「スートラ」（sūtra）が「経」の意であり、全体で「勝鬘夫人が雄弁をふるう経」の意。
この経典では、舎衛国の波斯匿王（はしのくおう）の娘で在家の女性信者である勝鬘夫人が説いたものを釈迦が認めたとされ、一乗真実と如来蔵の法身が説かれている。『維摩経』とともに古くから在家のものが仏道を説く経典として用いられ、聖徳太子もこの経典の注釈書『勝鬘経義疏』を著している（本当に聖徳太子が記したかどうかについては異説もある）。
内容としては、大乗仏教の理想が強く打ち出されている。
特に、以下に挙げる「十大受」「三大願」は、大乗仏教の理想・理念をよく表現したものと言えよう。

## 十大受（十の大きな誓い）
1. 世尊よ、今後、私は戒め（すなわち、道徳的きまり）を逸脱するような心はけっして起こしません。世尊よ、この第一の誓いを、私は菩提の座に到達するまで厳守します。
2. 世尊よ、今後、私は師長（グル）たちに対し、不敬の心をけっして起こしません。世尊よ、この第二の誓いを、私は菩提の座に到達するまで厳守します。
3. 世尊よ、今後、私はどんな場合にも、衆生に対し怒ったり害したりする心をけっして起こしません。世尊よ、この第三の誓いを、私は菩提の座に到達するまで厳守します。
4. 世尊よ、今後、私は他人の幸福や他人の成功などに対し、羨望の念をけっして起こしません。世尊よ、この第四の誓いを、私は菩提の座に到達するまで厳守します。
5. 世尊よ、今後、私はほんの少しでも吝嗇の心を起こしません。この第五の誓いを、私は菩提の座に到達するまで厳守します。
6. 世尊よ、今後、私は自分自身の享楽のために財産を蓄えることはいたしません。ただ、世尊よ、貧乏で苦しんだり、身寄りのない衆生を成熟させるためには、大いに蓄えたいと思います。世尊よ、この第六の誓いを、私は菩提の座に到達するまで厳守します。
7. 世尊よ、今後、私は（布施と愛語と利行と同事という）四つの人をひきつけること（四摂事）によって、衆生たちのために役に立ちたいと望みます。（けっして）、自分のために利益を求めて衆生たちをひきつけるのではありません。ただ、世尊よ、無雑念、無倦怠、不退転の心をもって、衆生たちを暖かく包容しようと望みます。世尊よ、この第七の誓いを、私は菩提の座に到達するまで厳守します。
8. 世尊よ、今後、私は身寄りのないもの、牢につながれたもの、捕縛されたもの、病気で苦しむもの、思い悩むもの、貧しきもの、困窮者、大厄にあった衆生たちを見たならば、彼らを助けずには、一歩たりとも見捨てて行ってしまったりいたしません。世尊よ、私がそのような苦しみに悩む衆生たちを見たならば、それらの苦しみから逃れさせるために、財産の蓄えをもって（彼らの救助を）成就してのちはじめて、私は身を引くでしょう。世尊よ、この第八の誓いを、私は菩提の座に到達するまで厳守します。
9. 世尊よ、今後私は豚肉を売ったり、鳥屋などの罪ある商売で生活し、如来の説かれた教えやおきてをないがしろにする性質のものたちを見たならば、けっして無関心ではすごしません。世尊よ、部落でも村でも、町でも田舎でも、また王城の所在地でも、だれかれを問わず、私の命令の及ぶかぎり、こらしめるべきたぐいのものたちはこれを折伏し、救いとるべきものたちに対しては、これを摂受します。これはなぜかといえば、世尊よ、この折伏と摂受とによって、世の中に真実の教え（正法）をとこしえにあらしめるためです。真実の教えがもし永続するならば、神々や人間たちの身に生まれるものは増大し、（死後）悪道に赴くものたちは減少するでしょう。世尊よ、これこそは世尊が法輪を転ぜられた（目的）にしたがう道であります。世尊よ、この第九の誓いを、私は菩提の座に到達するまで厳守します。
10. 世尊よ、今後、私は真実の教えを身につけること（摂受正法）を忘れるような心はけっして起こしません。なぜかといえば、世尊よ、もし真実の教えを身につけることを忘れれば、大乗の教えを忘れます。世尊よ、大乗の教えを忘れれば、（修行の）究極的完成（波羅蜜）を忘れます。世尊よ、究極的完成を忘れれば、大乗を欲求しません。世尊よ、もし菩薩大士にして、大乗に安住していなければ、その人は真実の教えを身に保つことを欲せず、みずから誤った道にとどまります。世尊よ、彼は愚かな凡夫たちの地位に陥る運命のものとなりましょう。世尊よ、私はこれを罪悪と認め、大罪人とみなします。世尊よ、真実の教えを身に保つことによって、私も、また未来の菩薩たちも、量り知れない福徳をもたらすという目的を成就するものと考えます。世尊よ、この真実の教えを身につけるという第十の誓いを、私は菩提の座に到達するまで厳守します。

## 三大願
1. 世尊よ、私は、この真理にかけた誓いをもって、無量の衆生たちに利益をもたらす福徳を積み重ね、その（積み重ねた）善根によって、世尊よ、私はいつの世にも、真実の教えを理解することができますように。世尊よ、これが私の第一の大願です。
2. 世尊よ、私はその真実の教えを理解しえたのちにも、怠けたり、おじけたりすることなく、衆生たちに教えを説く（ことができます）ように。世尊よ、これが私の第二の大願です。
3. 世尊よ、私はその真実の教えを説くにあたっては、身命を顧みず、（財産をなげうってでも、）真実の教えを護持し、真実の教えを身につけることを望みます。世尊よ、これが私の第三の大願です。

## 構成
- 如来真実義功徳章
- 十受章
- 三大願章
- 摂受正法章
- 一乗章
- 無辺聖諦章
- 如来蔵章
- 法身章
- 空義隠覆真実章
- 一諦章
- 一依章
- 顛倒真実章
- 自性清浄蔵章
- 如来真子章
- 勝鬘章